# Spring-Gletscher
Der Spring-Gletscher ist ein Gletscher im ostantarktischen Viktorialand. Im nordöstlichen Teil der Royal Society Range fließt er zwischen dem Stoner Peak und dem Transit Ridge zum Blue Glacier, den er in der Umgebung der Granite Knolls erreicht.
Das Advisory Committee on Antarctic Names benannte ihn 1992 nach Thomes E. Spring vom United States Geological Survey, Leiter eines zweiköpfigen Teams für astronomische Vermessungen auf der Amundsen-Scott-Südpolstation von 1969 bis 1970.